# Abderrahmane Gaouda

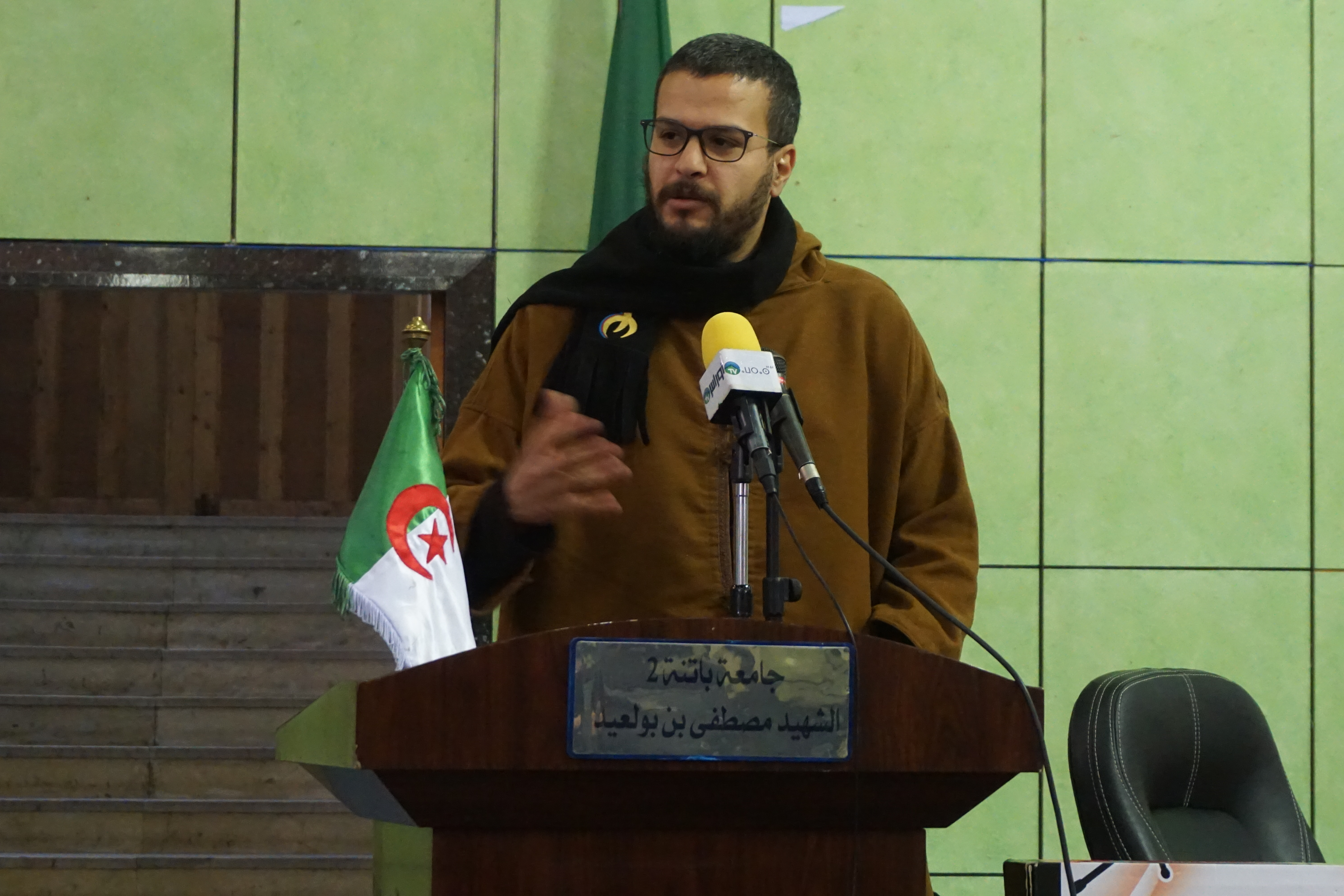

Abderrahmane Gaouda, est un écrivain, éditeur, conférencier, chercheur et traducteur algérien Chaoui, né le 24 décembre 1987 à Batna dans les Aurès.

## Biographie
Abderrahmane est un Chaoui de la fraction des Ait Fatma de la région de Belezma.
En 2017 Abderrahmane Gaouda était l'un des initiateurs de mettre des microbibliothèques dans les rues de la ville de Batna.
En 2018, il écrit un roman en langue arabe qui retrace le parcours de Fatma Tazoughert, une légendaire femme des Aurès, dans la même année il créa la maison d'édition Adlis_Belezma 
En septembre 2019, il écrit sa deuxième œuvre en langue arabe, les princes de l’Andalousie. C'est à mi-chemin entre un livre d’histoire académique et un roman, avec en arrière-fond de grands événements. Le récit se déroule en Andalousie et en Afrique du Nord : d’Aurès à Kairouan, en passant par Mahdia, au Caire, à M’sila, Asher. De Tiaret à Bani Mezghna, à Bejaia, Marrakech, Fès, Grenade, Córdoba, Séville, Tolède, avec des personnalités notables telles que Bulogin Bin Ziri, Al-Mu’izz Al-Fatim, Al-Hasan Al-Sabah, Youssef Ibn Tashfin, Al-Mansour ibn Abi Amir  et Alphonse VI de León.
Abderrahmane a aussi co-écrit avec Abdellatif Djeghima la troisième partie du livre réussi الأمازيغ حضارة تأبى الاندثار (les Amazigh une civilisation qui refuse l'extinction ) qui traite l'ère entre le déclin de la domination byzantine sur l'Afrique du nord et la période de la grande révolte berbère qui a conduit plus tard à la chute du califat omeyyade et la montée des Abbassides
En Janvier 2021 une traduction vers le Chaoui de son livre les princes de Belezma par Fedoua Bounik a été publiée
Abderrahmane a participé en tant que conférencier à plusieurs conférences notamment sur l'histoire et le patrimoine amazigh
En 2017, Abderrahmane a créé une chaîne YouTube sous le nom Abdu Chaoui , où il a fait la traduction de plusieurs chansons Berbérophones (Chaoui , Kabyle , Chenoui , Touareg ) vers l'arabe et l'Anglais[réf. nécessaire]

## Livres
- 2018: La légende de Fatma Tazougaght, les princes de Belezma (أمراء بلزمة) (en arabe)[9]
- 2019: les princes de l'Andalousie(أمراء الأندلس). (en arabe) [5]
- 2020: les Amazighs une civilisation qui refuse l'extinction (الأمازيغ حضارة تأبى الاندثار الجزء الثالث). (en arabe)[réf. nécessaire]